# 複合盾

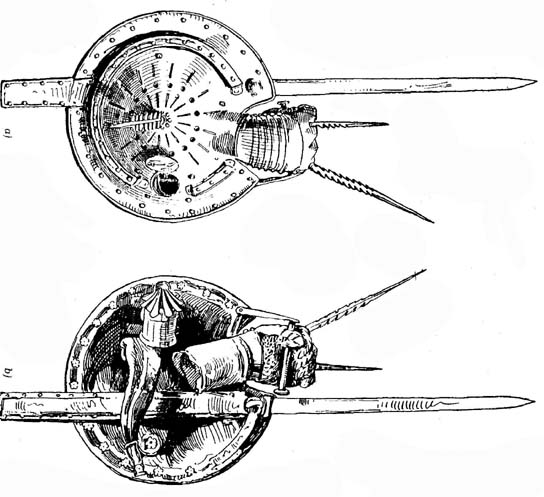
16世紀複合盾樣式

複合盾（Lantern shield）又稱燈籠盾、機關盾，是一種曾出現於中世紀歐洲的特殊兵器。

## 構造
複合盾約出現於意大利文藝復興年代（即十五世紀至十六世紀時代的意大利），其結構大致是一面小型金屬盾牌，盾內藏有一個燈籠機關，既可於黎明時分與敵人進行決鬥時作照明之用，也可於深夜戰鬥時突現強光令對手一時失措。
從文獻上可以看到複合盾有多種不同的形制，有些與護手甲連著一同鑄造，有些則會在盾緣或盾中央焊上釘、短劍、鋼刺等攻擊器具。目前最著名的複合盾，是一面收藏在維也納藝術史博物館中於1540年代製造的帶刺的護手盾。

## 備註
1. ↑  （英文）傳統劍擊對決研究 （页面存档备份，存于）
2. ↑  （英文）Exotic European Weaponry （页面存档备份，存于）

## 外部連結
- （英文）複合盾介紹（页面存档备份，存于）